# Daniel Didavi
Daniel Didavi (ur. 21 lutego 1990 w Nürtingen) – niemiecki piłkarz benińskiego pochodzenia grający na pozycji pomocnika w VfL Wolfsburg.

## Lata młodości
Jest synem Benińczyka i Niemki.

## Kariera klubowa
Treningi piłki nożnej rozpoczął w SPV 05 Nürtingen. W 1998 trafił do VfB Stuttgart, jednakże w 2002 roku z powodu pogorszenia wyników w nauce wrócił do SPV. Rok później ponownie został zawodnikiem VfB Stuttgart. Od sezonu 2008/2009 grał w zespole rezerw tego klubu. W Bundeslidze zadebiutował 29 sierpnia 2010 w meczu z Borussią Dortmund. W czerwcu 2011 został wypożyczony na rok do 1. FC Nürnberg, gdzie został wybrany przez kibiców najlepszym zawodnikiem sezonu 2011/2012. Po powrocie do VfB przedłużył kontrakt z tym klubem do 2016 roku. W kwietniu 2016 podpisał pięcioletni kontrakt z VfL Wolfsburg obowiązujący od 1 lipca 2016.

## Kariera reprezentacyjna
Didavi grał w młodzieżowych reprezentacjach Niemiec od kadry do lat 17 do U-21.
W maju 2012 potwierdził chęć reprezentowania Niemiec, odrzucając możliwość gry dla reprezentacji Beninu.